# Dysmachus kiritschenkoi
Dysmachus kiritschenkoi là một loài ruồi trong họ Asilidae. Dysmachus kiritschenkoi được Lehr miêu tả năm 1966. Loài này phân bố ở vùng Cổ Bắc giới.